# Villa Nueva, Santiago Ixtayutla
Villa Nueva är en ort i Mexiko.   Den ligger i kommunen Santiago Ixtayutla och delstaten Oaxaca, i den sydöstra delen av landet, 300 km söder om huvudstaden Mexico City. Villa Nueva ligger 856 meter över havet och antalet invånare är 568.
Terrängen runt Villa Nueva är kuperad norrut, men söderut är den bergig. Terrängen runt Villa Nueva sluttar söderut. Runt Villa Nueva är det ganska glesbefolkat, med 26 invånare per kvadratkilometer. Närmaste större samhälle är San Agustín Chayuco, 17,9 km söder om Villa Nueva. I omgivningarna runt Villa Nueva växer huvudsakligen savannskog.